# Ieremia (carte)

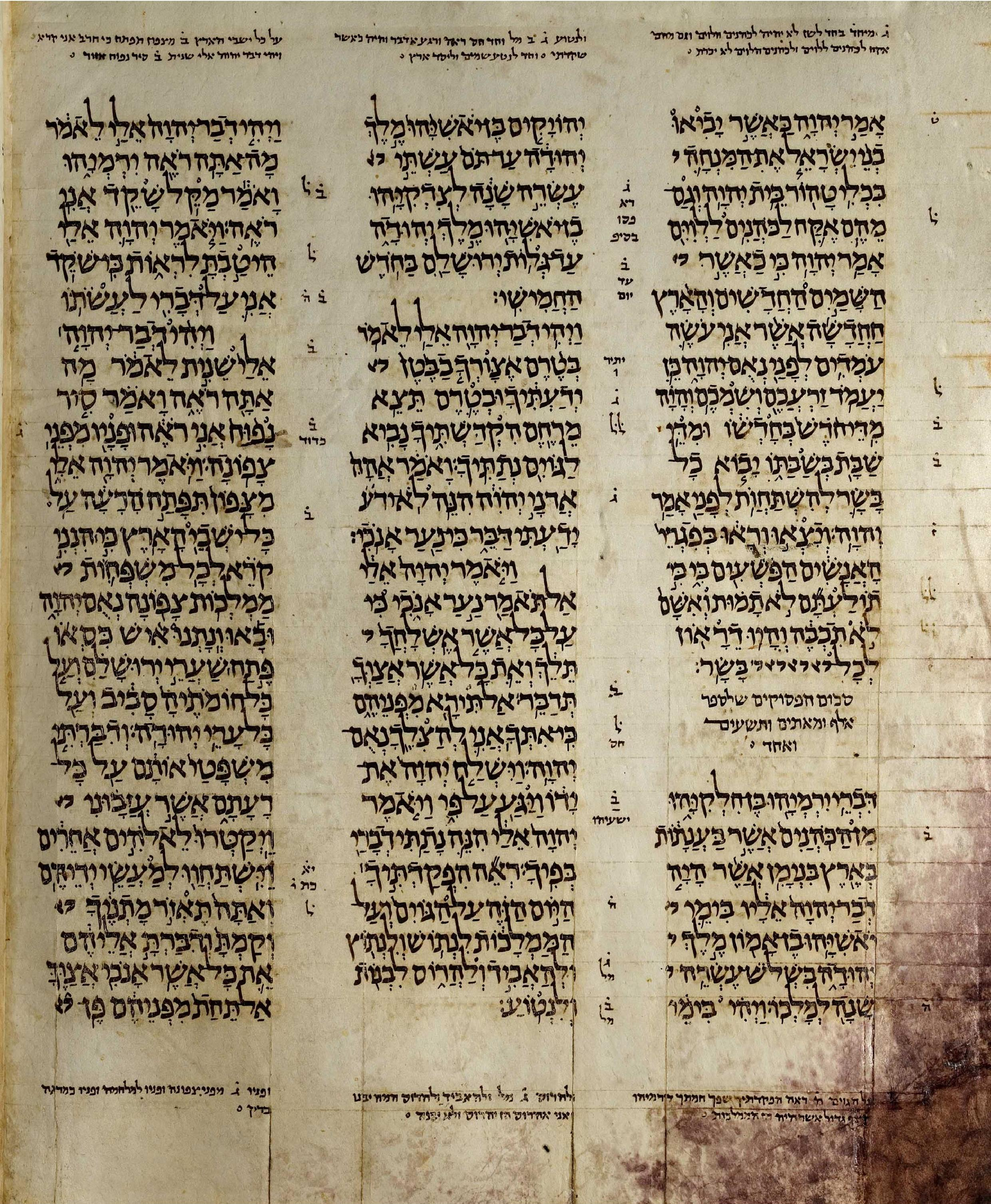
Manuscris medieval (Codexul Aleppo) prezentând Cartea lui Ieremia

Ieremia (în limba ebraică: ספר יִרְמְיָהוּ Sefer Irmiyahu)  este o carte din Vechiul Testament, sau din Biblia ebraică (Tanah sau Mikra). Pentru evrei ea este a doua dintre cărțile Ultimilor Proroci, iar, pentru creștini, a doua dintre cărțile Prorocilor. 
Preambulul din capitolul 1:1-3 il identifică pe Ieremia ca fiul lui Hilkia și plasează cronologic activitatea sa la finele epocii Primului Templu din Ierusalim, între reformele regelui Iosia al Iudeei (probabil prin 627 î.Hr.) și subjugarea țării de către babiloneni prin 605, deportarea regelui Ioahin in 597, distrugerea Ierusalimului și a Primului Templu în 586 î.Hr.și asasinarea guvernatorului evreu Ghedalia, numit de babiloneni, prin 582 î.Hr.
Dintre toți prorocii evrei, personalitatea sa reiese mai clar conturată decât a altora, mai ales atunci când se lamentează în fața scribului său Baruh, asupra rolului său de slujitor al lui Dumnezeu și de prevestitor de rele pentru popor.

## Conținut
„"Vai de mine, că Domnul a adăugat durere la boala mea; am slăbit suspinând și nu-mi găsesc liniștea!" 45,3”
Cartea lui Ieremia e consacrată aproape în întegime prorocirilor de catastrofă.
După cum reiese din carte, Ieremia a suferit mult din cauza mâniei poporului și a regelui împotriva prevestirilor și opiniilor sale. El a petrecut lungi zile în închisoare, deși el însuși era nespus de îndurerat de prorocirile sale și a cerut în repetate rânduri milă pentru poporul său. Din carte se poate înțelege că ea a fost așternută în scris de scribul său, Baruh ben Nerya, după dictare din gura lui Ieremia. Cartea, dupa câte se pare, a fost redactată din mai multe suluri, continand profetii și relatări istoriografice și autobiografice și posibil, a suportat redactări ulterioare, până la elaborarea versiunii definitive a canonului Bibliei. Structura cărții nu respectă ordinea cronologică.
După câte se pare, în afara versiunii din tradiția canonică ebraică, Massora, mai exista și altă versiune, care a servit drept baza traducerii Septuagintei. Aceasta e cu 13% mai scurtă decât cea dintâi, și are o ordine diferită a unor capitole.
Cartea cuprinde 4 părți principale:
1. Prorociri și mustrări Iudeei și Ierusalimului 1-25
2. Relatări autobiografice  25-45
3. Prorociri asupra neamurilor 46-51
4. anexă istorică 52.
Fiecare parte conține și povestiri asupra istoriei redactării ei. 
Din punct de vedere al stilului, se aseamănă Cartea Ieremia cu cartea Deutoronomului - Dvarim, din Pentateuh   .  
Se crede că Ieremia a fost influențat de această carte , după ce ea a fost descoperită in Templu, de către regele Iosia.